# Rodrigo Millar
Rodrigo Javier Millar Carvajal (Arauco, Chile, 3 de noviembre de 1981) es un exfutbolista profesional chileno que se desempeñaba como centrocampista. Llegó a ser internacional absoluto con la Selección de fútbol de Chile desde 2002 hasta 2016.

## Trayectoria en clubes
Empezó su carrera jugando como 10 en Club Deportivo Huachipato, lo que le valió para ser traspasado a Colo-Colo. En el primer semestre de 2008, fue cedido a préstamo al club Once Caldas de Colombia.
Fue condecorado con el trofeo al "Mejor Jugador del Año 2009" en los Premios Revista "El Gráfico" Chile, y "Mejor Futbolista del Año 2010", por el Círculo de Periodistas Deportivos de Chile.
El 22 de diciembre de 2012, fue transferido de forma definitiva al club Atlas de Guadalajara de la Primera División de México, equipo en el que con su gran técnica y buen fútbol se ganó el cariño de la La Fiel, como es llamada la afición de atlas. Millar en su primer torneo mostró grandes dotes y se ganó rápidamente la titularidad en el conjunto rojinegro logrando la salvación del equipo y permaneciendo así en el máximo circuito mexicano. Para los siguientes torneos, el Chino Millar siguió dando cátedra en la media cancha de Atlas e incluso aportando con goles que significaron valiosos puntos para una nueva salvación del equipo rojinegro. Para 2014 ya con un Millar consolidado en Atlas y en la liga mexicana y tras la salida del capitán Cufré, fue el chino quien se quedó con la banda de capitán siendo ya considerado por La Fiel como un ídolo y como pieza clave dentro del 11 del atlas equipo que ya pelea los primeros puestos en el torneo mexicano dejando en el pasado el tema del descenso.

## Selección nacional
Millar debutó en la selección de Chile el 17 de abril de 2002 bajo la dirección técnica de César Vaccia, perdiendo 0-2 Chile frente a Turquía. Tras casi 1 año fuera de la selección, Millar volvió jugar por Chile el 29 de abril de 2004 frente a Perú, partido que terminó empatado a 1. El técnico Juvenal Olmos lo nominó en junio de 2004 para los partidos por las Clasficatorias para la Copa Mundial de Alemania 2006 frente a Venezuela y Brasil, pero Millar no jugó. Debido a sus buenas actuaciones en Huachipato, Olmos lo convocó a la selección para la Copa América de Perú el 2004. En esa copa solo disputó 2 partidos: el 11 de julio frente a Paraguay en el empate 1-1 y el 14 de julio en la derrota 1-2 frente a Costa Rica. Estos resultados significaron que Chile no lograra pasar fase de grupos, debido a que quedaron en último lugar del Grupo C con solamente 1 punto.
Con posterioridad fue alternando nominaciones, volviendo a jugar por la selección tras ser nominado por el DT Nelson Acosta el 27 de abril de 2006 en la victoria por 1-0 frente a Nueva Zelanda. Tras 2 años sin jugar por la selección, Millar participó en la derrota 0-2 frente a Honduras el 18 de enero de 2009. En mayo de 2009, debido a su gran desempeño en el torneo nacional con Colo-Colo, fue citado por Marcelo Bielsa para disputar la "Copa Kirin" (un clásico torneo amistoso en Japón). Aquella selección compuesta solo por jugadores que militaban en el medio local, no tuvo mayor éxito. Sin embargo, hubo dos jugadores destacados: Rodrigo Millar y Esteban Paredes. Esto les permitió ingresar en la nómina para los partidos por las Clasificatorias a Sudáfrica 2010 ante Paraguay y Bolivia. Millar participó en ambos partidos ganados por 0-2 y 4-0 respectivamente. Su primer gol en las clasificatorias fue el que determinó el empate 2-2 contra Venezuela en el Estadio Monumental en Santiago. Chile logró la clasificación al mundial tras vencer a Colombia por 2-4, clasificando como segundo en la tabla. En la clasificatoria, Millar disputó 6 partidos y anotó 1 gol.
Luego, el 1 de junio de 2010, se confirmó la presencia de Millar en el Mundial, luego que Marcelo Bielsa lo incluyera entre los 23 nominados. En el primer partido del grupo H, jugado el 16 de junio en la ciudad de Nelspruit, se enfrentó a la selección de Honduras y finalizó con victoria por 1-0 de Chile. Posteriormente, el 25 de junio del 2010, anotó el gol de Chile, en la derrota por 2-1 contra España en Pretoria. Chile logró pasar a octavos de final en segundo lugar del Grupo H, donde Chile quedó eliminado ante la selección de Brasil luego de perder por 3-0.
Tras la llegada del nuevo DT Claudio Borghi, Millar sería nominado entre los 23 jugadores para ir a la Copa América 2011. Millar en el torneo no logró disputar ningún partido y Chile fue eliminado en cuartos de final tras perder 2-1 con Venezuela. Tras un tiempo fuera de las nóminas, el 21 de marzo del 2012 fue convocado para el partido contra Perú por la denominada Copa del Pacífico 2012, partido ganado por 3-1 y en el que además Millar jugó de titular.

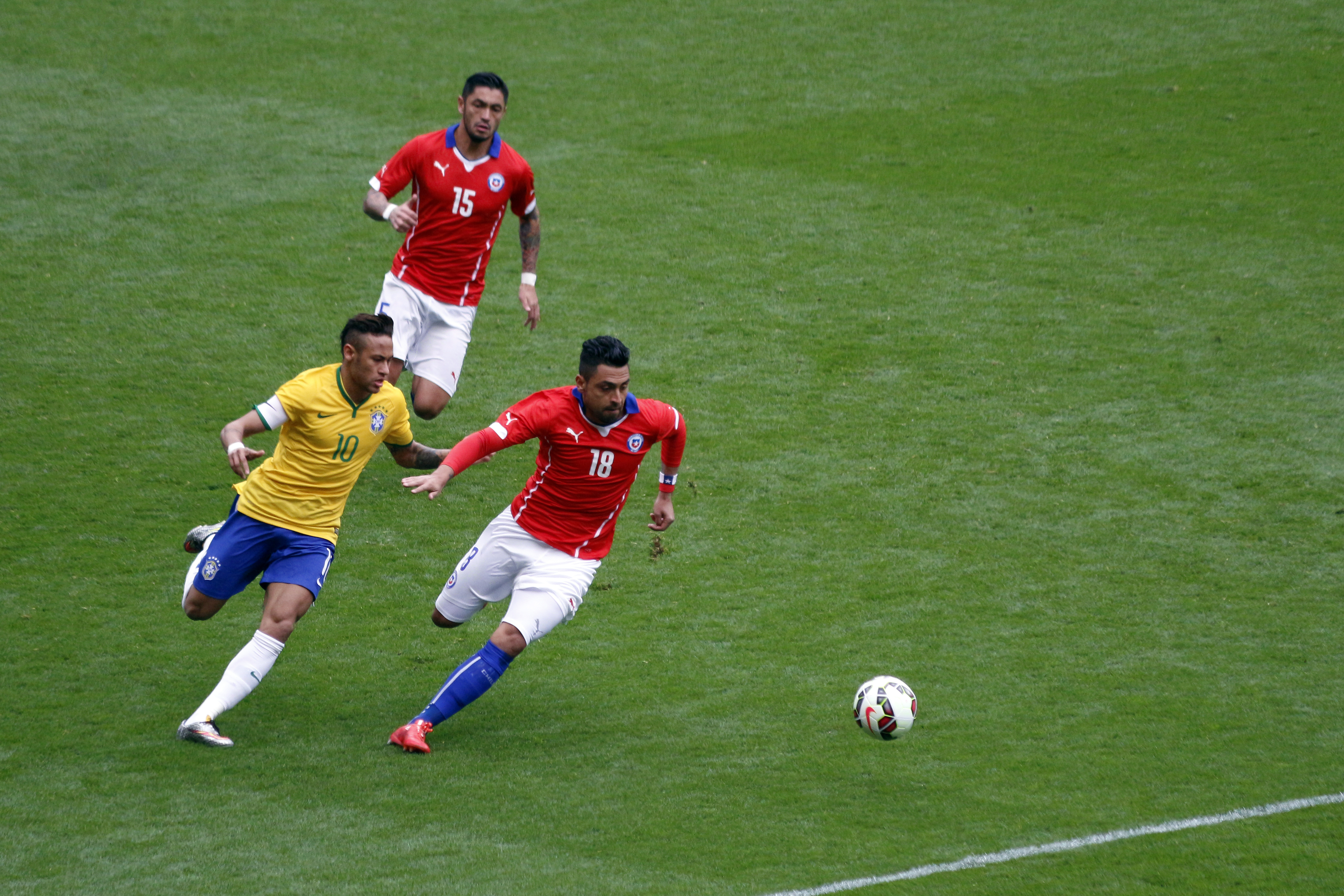
Millar durante el duelo entre Chile y Brasil en marzo de 2015, junto a Gonzalo Jara y la estrella del fútbol mundial Neymar.

Gracias a sus buenas actuaciones en Atlas de México, Millar regresa a la selección chilena (después de 2 años y medio) precisamente en contra de la selección de México el 1 de septiembre de 2014, donde jugó los 90 minutos y salto al campo con la 10, empatando 0-0 en Estados Unidos.
El 22 de agosto de 2016, Millar es convocado por Juan Antonio Pizzi entre los 18 jugadores de la selección chilena actualmente en el extranjero para jugar en las Clasificatorias para el Mundial de 2018, contra las selecciones de Paraguay y de Bolivia, tras la lesión de Marcelo Díaz.
El 6 de septiembre de 2016, Millar vuelve a jugar por la Roja después de un año y medio ante Bolivia por la Fecha 8 de las Clasificatorias Sudamericanas, jugando de titular, salió al minuto 53 por Matías Fernández, jugando un buen partido, Chile empataría 0-0 con los altiplánicos en el Monumental, dejando escapar puntos de oro en las Clasificatorias.

### Participaciones en Copa América
| Copa              | Sede      | Resultado        | PJ | Goles |
| ----------------- | --------- | ---------------- | -- | ----- |
| Copa América 2004 | Perú      | Primera fase     | 2  | 0     |
| Copa América 2011 | Argentina | Cuartos de final | 0  | 0     |

### Participaciones en Copas del Mundo
| Mundial                 | Sede      | Resultado        | PJ | Goles |
| ----------------------- | --------- | ---------------- | -- | ----- |
| Mundial Juvenil de 2001 | Argentina | Primera fase     | 2  | 1     |
| Mundial de 2010         | Sudáfrica | Octavos de final | 3  | 1     |

### Participaciones en Clasificatorias a Copas del Mundo
| Eliminatorias                | País      | Resultado   | Posición | PJ | Goles |
| ---------------------------- | --------- | ----------- | -------- | -- | ----- |
| Eliminatorias Alemania 2006  | Alemania  | Eliminado   | 7º       | 0  | 0     |
| Eliminatorias Sudáfrica 2010 | Sudáfrica | Clasificado | 2º       | 6  | 1     |
| Eliminatorias Brasil 2014    | Brasil    | Clasificado | 3º       | 0  | 0     |
| Eliminatorias Rusia 2018     | Rusia     | Eliminado   | 6º       | 1  | 0     |

### Partidos internacionales
Actualizado hasta el 6 de septiembre de 2016.
| Partidos internacionales | Partidos internacionales | Partidos internacionales                                             | Partidos internacionales | Partidos internacionales | Partidos internacionales | Partidos internacionales | Partidos internacionales         |
| N.º                      | Fecha                    | Estadio                                                              | Local                    | Resultado                | Visitante                | Goles                    | Competición                      |
| ------------------------ | ------------------------ | -------------------------------------------------------------------- | ------------------------ | ------------------------ | ------------------------ | ------------------------ | -------------------------------- |
| 1                        | 17 de abril de 2002      | Parkstad Limburg Stadion, Kerkrade, Países Bajos                     | Turquía                  | 2-0                      | Chile                    |                          | Amistoso                         |
| 2                        | 20 de agosto de 2003     | Minyuan Stadium, Tianjin, China                                      | China                    | 0-0                      | Chile                    |                          | Amistoso                         |
| 3                        | 29 de abril de 2004      | Estadio Regional de Antofagasta, Antofagasta, Chile                  | Chile                    | 1-1                      | Perú                     |                          | Amistoso                         |
| 4                        | 11 de julio de 2004      | Estadio de la UNSA, Arequipa, Perú                                   | Paraguay                 | 1-1                      | Chile                    |                          | Copa América 2004                |
| 5                        | 14 de julio de 2004      | Estadio Jorge Basadre, Tacna, Perú                                   | Chile                    | 1-2                      | Costa Rica               |                          | Copa América 2004                |
| 6                        | 27 de abril de 2006      | Estadio Municipal Nicolás Chahuán Nazar, La Calera, Chile            | Chile                    | 1-0                      | Nueva Zelanda            |                          | Amistoso                         |
| 7                        | 18 de enero de 2009      | Lockhart Stadium, Fort Lauderdale, Estados Unidos                    | Chile                    | 0-2                      | Honduras                 |                          | Amistoso                         |
| 8                        | 27 de mayo de 2009       | Estadio Nagai, Osaka, Japón                                          | Chile                    | 4-0                      | Japón                    |                          | Copa Kirin                       |
| 9                        | 29 de mayo de 2009       | Fukuda Denshi Arena, Chiba, Japón                                    | Chile                    | 1-1                      | Bélgica                  |                          | Copa Kirin                       |
| 10                       | 6 de junio de 2009       | Estadio Defensores del Chaco, Asunción, Paraguay                     | Paraguay                 | 0-2                      | Chile                    |                          | Clasificatorias a Sudáfrica 2010 |
| 11                       | 10 de junio de 2009      | Estadio Nacional Julio Martínez Prádanos, Santiago, Chile            | Chile                    | 4-0                      | Bolivia                  |                          | Clasificatorias a Sudáfrica 2010 |
| 12                       | 6 de septiembre de 2009  | Estadio Monumental, Santiago, Chile                                  | Chile                    | 2-2                      | Venezuela                |                          | Clasificatorias a Sudáfrica 2010 |
| 13                       | 10 de septiembre de 2009 | Estádio Roberto Santos, Salvador de Bahía, Brasil                    | Brasil                   | 4-2                      | Chile                    |                          | Clasificatorias a Sudáfrica 2010 |
| 14                       | 10 de octubre de 2009    | Estadio Atanasio Girardot, Medellín, Colombia                        | Colombia                 | 2-4                      | Chile                    |                          | Clasificatorias a Sudáfrica 2010 |
| 15                       | 14 de octubre de 2009    | Estadio Monumental, Santiago, Chile                                  | Chile                    | 1-0                      | Ecuador                  |                          | Clasificatorias a Sudáfrica 2010 |
| 16                       | 4 de noviembre de 2009   | Estadio CAP, Talcahuano, Chile                                       | Chile                    | 2-1                      | Paraguay                 |                          | Amistoso                         |
| 17                       | 17 de noviembre de 2009  | Štadión pod Dubňom, Žilina, Eslovaquia                               | Eslovaquia               | 1-2                      | Chile                    |                          | Amistoso                         |
| 18                       | 20 de enero de 2010      | Estadio Bicentenario Francisco Sánchez Rumoroso, Coquimbo, Chile     | Chile                    | 2-1                      | Panama                   |                          | Amistoso                         |
| 19                       | 31 de marzo de 2010      | Estadio Bicentenario Germán Becker, Temuco, Chile                    | Chile                    | 0-0                      | Venezuela                |                          | Amistoso                         |
| 20                       | 12 de mayo de 2010       | Estadio Azteca, Ciudad de México, México                             | México                   | 1-0                      | Chile                    |                          | Amistoso                         |
| 21                       | 31 de mayo de 2010       | Estadio Municipal "Alcaldesa Ester Roa Rebolledo", Concepción, Chile | Chile                    | 3-0                      | Israel                   |                          | Amistoso                         |
| 22                       | 16 de junio de 2010      | Estadio Mbombela, Nelspruit, Sudáfrica                               | Chile                    | 1-0                      | Honduras                 |                          | Copa Mundial de Fútbol 2010      |
| 23                       | 25 de junio de 2010      | Estadio Loftus Versfeld, Pretoria, Sudáfrica                         | Chile                    | 1-2                      | España                   |                          | Copa Mundial de Fútbol 2010      |
| 24                       | 28 de junio de 2010      | Estadio Ellis Park, Johannesburgo, Sudáfrica                         | Brasil                   | 3-0                      | Chile                    |                          | Copa Mundial de Fútbol 2010      |
| 25                       | 7 de septiembre de 2010  | Estadio Lobanovsky Dynamo, Kiev, Ucrania                             | Ucrania                  | 2-1                      | Chile                    |                          | Amistoso                         |
| 26                       | 9 de octubre de 2010     | Estadio Sheikh Zayed, Abu Dabi, Emiratos Árabes Unidos               | Emiratos Árabes Unidos   | 0-2                      | Chile                    |                          | Amistoso                         |
| 27                       | 12 de octubre de 2010    | Estadio de la Policía Real de Omán, Mascate, Omán                    | Omán                     | 0-1                      | Chile                    |                          | Amistoso                         |
| 28                       | 17 de noviembre de 2010  | Estadio Monumental, Santiago, Chile                                  | Chile                    | 2-0                      | Uruguay                  |                          | Amistoso                         |
| 29                       | 21 de marzo de 2012      | Estadio Carlos Dittborn, Arica, Chile                                | Chile                    | 3-1                      | Perú                     |                          | Copa del Pacífico 2012           |
| 30                       | 6 de septiembre de 2014  | Levi's Stadium, Santa Clara, Estados Unidos                          | México                   | 0-0                      | Chile                    |                          | Amistoso                         |
| 31                       | 9 de septiembre de 2014  | Lockhart Stadium, Fort Lauderdale, Estados Unidos                    | Chile                    | 1-0                      | Haití                    |                          | Amistoso                         |
| 32                       | 14 de octubre de 2014    | Estadio Francisco Sánchez Rumoroso, Coquimbo, Chile                  | Chile                    | 2-2                      | Bolivia                  |                          | Amistoso                         |
| 33                       | 14 de noviembre de 2014  | Estadio CAP, Talcahuano, Chile                                       | Chile                    | 5-0                      | Venezuela                |                          | Amistoso                         |
| 34                       | 18 de noviembre de 2014  | Estadio Monumental, Santiago, Chile                                  | Chile                    | 1-2                      | Uruguay                  |                          | Amistoso                         |
| 35                       | 26 de marzo de 2015      | NV Arena, Sankt Pölten, Austria                                      | Irán                     | 2-0                      | Chile                    |                          | Amistoso                         |
| 36                       | 29 de marzo de 2015      | Emirates Stadium, Londres, Inglaterra                                | Brasil                   | 1-0                      | Chile                    |                          | Amistoso                         |
| 37                       | 6 de septiembre de 2016  | Estadio Monumental, Santiago, Chile                                  | Chile                    | 3-0                      | Bolivia                  |                          | Clasificatorias a Rusia 2018     |
| Total                    | Total                    | Total                                                                | Presencias               | 37                       | Goles                    | 3                        |                                  |

| Selección chilena | Selección chilena | Selección chilena |
| Año               | Partidos          | Goles             |
| ----------------- | ----------------- | ----------------- |
| 2002              | 1                 | 0                 |
| 2003              | 1                 | 0                 |
| 2004              | 3                 | 0                 |
| 2006              | 1                 | 0                 |
| 2009              | 11                | 1                 |
| 2010              | 11                | 1                 |
| 2012              | 1                 | 0                 |
| 2014              | 5                 | 1                 |
| 2015              | 2                 | 0                 |
| 2016              | 1                 | 0                 |
| Total             | 37                | 3                 |

## Estadísticas
| Club                   | Div.          | Temporada     | Liga< | Liga< | Copas nacionales | Copas nacionales | Torneos internacionales | Torneos internacionales | Total | Total | Media goleadora |
| Club                   | Div.          | Temporada     | Part. | Goles | Part.            | Goles            | Part.                   | Goles                   | Part. | Goles | Media goleadora |
| ---------------------- | ------------- | ------------- | ----- | ----- | ---------------- | ---------------- | ----------------------- | ----------------------- | ----- | ----- | --------------- |
| Huachipato · Chile     | 1.ª           | 1999          | 10    | 1     | —                | —                | —                       | —                       | 10    | 1     | 0.1             |
| Huachipato · Chile     | 1.ª           | 2000          | 15    | 0     | —                | —                | —                       | —                       | 15    | 0     | 0.00            |
| Huachipato · Chile     | 1.ª           | 2001          | 27    | 2     | —                | —                | —                       | —                       | 27    | 2     | 0.07            |
| Huachipato · Chile     | 1.ª           | 2002          | 28    | 5     | 1                | 0                | —                       | —                       | 29    | 5     | 0.17            |
| Huachipato · Chile     | 1.ª           | 2003          | 32    | 15    | 3                | 1                | —                       | —                       | 35    | 16    | 0.46            |
| Huachipato · Chile     | 1.ª           | 2004          | 33    | 12    | 2                | 0                | —                       | —                       | 35    | 12    | 0.34            |
| Huachipato · Chile     | 1.ª           | 2005          | 39    | 14    | —                | —                | —                       | —                       | 39    | 14    | 0.36            |
| Huachipato · Chile     | 1.ª           | 2006          | 28    | 16    | —                | —                | 2                       | 0                       | 30    | 16    | 0.53            |
| Huachipato · Chile     | Total club    | Total club    | 212   | 65    | 6                | 1                | 2                       | 0                       | 220   | 66    | 0.3             |
| Colo-Colo · Chile      | 1.ª           | 2007          | 26    | 7     | —                | —                | 8                       | 1                       | 34    | 8     | 0.24            |
| Colo-Colo · Chile      | 1.ª           | 2008          | 20    | 3     | —                | —                | —                       | —                       | 20    | 3     | 0.15            |
| Colo-Colo · Chile      | 1.ª           | 2009          | 29    | 4     | 2                | 0                | 6                       | 1                       | 37    | 5     | 0.14            |
| Colo-Colo · Chile      | 1.ª           | 2010          | 30    | 2     | —                | —                | 7                       | 1                       | 37    | 3     | 0.08            |
| Colo-Colo · Chile      | 1.ª           | 2011          | 30    | 3     | —                | —                | 4                       | 0                       | 34    | 3     | 0.09            |
| Colo-Colo · Chile      | 1.ª           | 2012          | 38    | 6     | 2                | 0                | —                       | —                       | 40    | 6     | 0.15            |
| Colo-Colo · Chile      | Total club    | Total club    | 173   | 25    | 4                | 0                | 25                      | 3                       | 202   | 28    | 0.14            |
| Once Caldas · Colombia | 1.ª           | 2008          | 10    | 3     | —                | —                | —                       | —                       | 10    | 3     | 0.3             |
| Once Caldas · Colombia | Total club    | Total club    | 10    | 3     | 0                | 0                | 0                       | 0                       | 10    | 3     | 0.3             |
| Atlas · México         | 1.ª           | 2013          | 17    | 3     | —                | —                | —                       | —                       | 17    | 3     | 0.18            |
| Atlas · México         | 1.ª           | 2013-14       | 32    | 5     | 1                | 0                | —                       | —                       | 33    | 5     | 0.15            |
| Atlas · México         | 1.ª           | 2014-15       | 28    | 4     | 3                | 0                | 3                       | 0                       | 34    | 4     | 0.12            |
| Atlas · México         | Total club    | Total club    | 77    | 12    | 4                | 0                | 3                       | 0                       | 84    | 12    | 0.14            |
| Morelia · México       | 1.ª           | 2015-16       | 21    | 3     | 3                | 0                | —                       | —                       | 24    | 3     | 0.13            |
| Morelia · México       | 1.ª           | 2016-17       | 31    | 0     | 1                | 0                | —                       | —                       | 32    | 0     | 0.00            |
| Morelia · México       | 1.ª           | 2017-18       | 28    | 1     | 2                | 0                | —                       | —                       | 30    | 1     | 0.03            |
| Morelia · México       | 1.ª           | 2018-19       | 32    | 1     | 3                | 0                | —                       | —                       | 35    | 1     | 0.03            |
| Morelia · México       | 1.ª           | 2019-20       | 25    | 0     | 6                | 0                | —                       | —                       | 31    | 0     | 0.03            |
| Morelia · México       | Total club    | Total club    | 137   | 5     | 15               | 0                | 0                       | 0                       | 152   | 5     | 0.03            |
| Mazatlán · México      | 1.ª           | 2020-21       | 14    | 0     | —                | —                | —                       | —                       | 14    | 0     | 0.00            |
| Mazatlán · México      | Total club    | Total club    | 14    | 0     | 0                | 0                | 0                       | 0                       | 14    | 0     | 0.00            |
| Coquimbo Unido · Chile | 2.ª           | 2021          | 5     | 0     | —                | —                | —                       | —                       | 5     | 0     | 0.00            |
| Coquimbo Unido · Chile | Total club    | Total club    | 5     | 0     | 0                | 0                | 0                       | 0                       | 5     | 0     | 0.00            |
| Total carrera          | Total carrera | Total carrera | 628   | 110   | 29               | 1                | 30                      | 3                       | 687   | 114   | 0.17            |
| 1. 2. 3.               |               |               |       |       |                  |                  |                         |                         |       |       |                 |

## Palmarés

### Campeonatos nacionales
| Título           | Club           | País  | Año    |
| ---------------- | -------------- | ----- | ------ |
| Primera División | Colo-Colo      | Chile | 2007-A |
| Primera División | Colo-Colo      | Chile | 2007-C |
| Primera División | Colo-Colo      | Chile | 2008-C |
| Primera División | Colo-Colo      | Chile | 2009-C |
| Primera B        | Coquimbo Unido | Chile | 2021   |

### Distinciones individuales
| Distinción                                 | Año  |
| ------------------------------------------ | ---- |
| Parte del Equipo Ideal de El Gráfico Chile | 2009 |
| Mejor Jugador del Año por El Gráfico Chile | 2009 |
| Medalla Bicentenario                       | 2010 |
| Futbolista del año en Chile                | 2010 |
| Parte del Equipo Ideal de la ANFP          | 2010 |
| Parte del Equipo Ideal de El Gráfico Chile | 2010 |